# Frederick Schule
Frederick William "Fred" Schule (Preston, 27 de setembro de 1879 - Poughkeepsie, 14 de setembro de 1962) foi um atleta e campeão olímpico norte-americano.
Aluno da Universidade de Michigan, foi campeão universitário amador barreirista das 120 jardas com barreiras em 1903. Apesar disso, chegou aos Jogos de St. Louis 1904 sem favoritismo. Na prova dos 110 m c/ barreiras, a distância olímpica, porém, Schule venceu facilmente o favorito Thaddeus Schideler e levou a medalha de ouro e o título olímpico em 16s0.